# 모토로라 클릭
모토로라 클릭(Motorola Cliq)는 모토로라 모빌리티의 안드로이드 스마트폰이다. 출시당시 안드로이드 2.1 이클레어를 탑재하였다.

## 제품명
본제품명은 모토로라 클릭이다. 제품코드는 MB200이다.

## 출시국가

### 표준모델
- 미국

그 외 다수 국가

## 색상
- 크림 화이트
- 제트 블렉

## 클릭 XT
모토로라는 클릭에서 쿼티자판을 뺀 클릭 XT를 출시했다. 이 제품은 대한민국에서 한글화한 제품으로 출시하여 모토믹스로 판매하였다.

## 클릭 2
모토로라는 클릭에서 성능화 편의성을 일부 개선한 클릭 2를 출시하였다. 클릭 2는 클릭에비해 성능개선이 있었으며, 개선된 쿼티자판인 'honeycomb'자판을 탑재하였다.

## 같이 보기
- 안드로이드 (운영체제)
- 모토블러
- 갤럭시 넥서스